# (12514) Schommer
(12514) Schommer est un astéroïde de la ceinture principale.

## Description
(12514) Schommer est un astéroïde de la ceinture principale. Il fut découvert le 20 avril 1998 à Kitt Peak par le projet Spacewatch. Il présente une orbite caractérisée par un demi-grand axe de 2,55 UA, une excentricité de 0,17 et une inclinaison de 5,3° par rapport à l'écliptique.

## Compléments